# Jean Kerléo
Pour les articles homonymes, voir Kerléo.
Jean Kerléo est un parfumeur français né à Guiclan (Finistère) le 24 février 1932 et mort le 20 juillet 2025 à Rueil-Malmaison,,. Il travaille pour la maison Jean Patou où il crée les parfums 1000 et Sublime.
Président de la Société française des parfumeurs de 1976 à 1979, il en est le président d'honneur. Il est également fondateur de l'Osmothèque de Versailles en 1990 dont il est le Président jusqu'en 2008.

## Biographie
Jean Joseph Kerléo naît à Guiclan dans le Finistère le 24 février 1932. Ses parents, Yves Kerléo et sa mère Jeannie Pouliquen, sont agriculteurs,. En 1955, il entre comme préparateur puis parfumeur chez Helena Rubinstein. Dix ans plus tard, il remporte le prix des parfumeurs de France et est repéré par la société Jean Patou qui l'embauche en 1967. Il succède aux deux premiers nez de la maison Patou, Henri Alméras et Henri Giboulet.
Jean Kerléo meurt le 20 juillet 2025 à l’âge de 93 ans. Il influence l’univers de la parfumerie, à la fois comme créateur mais également comme gardien de l’histoire des fragrances françaises.

## Créations notables
- Eau de sport pour Lacoste, en 1967[6]
- 1000 pour Jean Patou, en 1972[6].
- Patou pour Homme pour Jean Patou, en 1980[5].
- Ma liberté pour Jean Patou, en 1987[5].
- Sublime pour Jean Patou, en 1992[6].
- Eau de Patou pour Jean Patou, en 1976[5].
- Voyageur pour Jean Patou, en 1995[5].